# Plassac (Charente-Maritime)
Plassac is een gemeente in het Franse departement Charente-Maritime (regio Nouvelle-Aquitaine) en telt 529 inwoners (2005). De plaats maakt deel uit van het arrondissement Jonzac.

## Geografie
De oppervlakte van Plassac bedraagt 15,5 km², de bevolkingsdichtheid is 34,1 inwoners per km².
De onderstaande kaart toont de ligging van Plassac (Charente-Maritime) met de belangrijkste infrastructuur en aangrenzende gemeenten.

## Demografie
Onderstaande figuur toont het verloop van het inwonertal (bron: INSEE-tellingen).